# Première Division 1990/91 (Burkina Faso)
In 1990/91 werd het 29ste seizoen gespeeld van de Première Division, de hoogste voetbalklasse van Burkina Faso. Etoile Filante werd kampioen.
Om een onbekende reden degradeerde AS Fonctionnaires als laatste niet.

## Eindstand
| Plaats | Club                         | Wed. | W  | G | V  | Saldo | Ptn. |
| ------ | ---------------------------- | ---- | -- | - | -- | ----- | ---- |
| 1.     | Étoile Filante Ouagadougou   | 22   | 17 | 4 | 1  | 48:14 | 60   |
| 2.     | US Cheminots Bobo-Dioulasso  | 22   | 12 | 6 | 4  | 29:15 | 52   |
| 3.     | Rail Club du Kadiogo (P)     | 22   | 12 | 5 | 5  | 30:16 | 51   |
| 4.     | USM Banfora                  | 22   | 9  | 9 | 4  | 29:19 | 49   |
| 5.     | AS Faso-Yennenga (B)         | 22   | 10 | 6 | 6  | 34:16 | 48   |
| 6.     | Racing Club de Bobo          | 22   | 8  | 6 | 8  | 20:21 | 44   |
| 7.     | US Ouagadougou               | 22   | 8  | 4 | 10 | 26:27 | 42   |
| 8.     | Stade Yatenga                | 22   | 6  | 7 | 9  | 19:25 | 41   |
| 9.     | Jeunesse Club Bobo-Dioulasso | 22   | 5  | 7 | 10 | 14:26 | 39   |
| 10.    | AS Forces Armées (P)         | 22   | 5  | 6 | 11 | 22:40 |      |
| 11.    | Kiko FC                      | 22   | 2  | 7 | 13 | 11:35 | 33   |
| 12.    | AS Fonctionnaires            | 22   | 2  | 5 | 15 | 12:41 | 31   |

|     | Kampioen                             |
|     | Degradatie naar de Deuxième Division |
| (B) | Bekerwinnaar                         |
| (P) | Promovendus uit de Deuxième Division |

## Internationale wedstrijden
CAF Champions League 1992
| Team #1                    | Uitslag | Team #2      | 1e wed | 2e wed |
| -------------------------- | ------- | ------------ | ------ | ------ |
| Etoile Filante Ouagadougou | 1-4     | ASEC Mimosas | 1-2    | 0-2    |

CAF Beker der Bekerwinnaars 1992
| Team #1        | Uitslag | Team #2          | 1e wed | 2e wed |
| -------------- | ------- | ---------------- | ------ | ------ |
| USM Libreville | 2 - 0   | AS Faso-Yennenga | 2-0    | 0-0    |